# Дионски археологически музей
Дионският археологически музей (на гръцки: Αρχαιολογικό μουσείο Δίου) е музей в археологическия обект на древногръцкия град Дион, Гърция.

## История
Дион е античен град, разположен в Пиерийската равнина, обитаван непрекъснато от VI век пр. Хр. до V век сл. Хр. Дионският археологически музей е открит през 1983 г. в новопостроена двуетажна сграда, разположена в южната част на село Дион (Малатрия). Изложени са находки главно от района на Дион, но също така и от Олимп и от други райони на Пиерия (на първия етаж). Експозицията включва статуи, вотивни и надгробни паметници, архитектурни елементи, монети и множество други обекти, открити в светилищата, баните и некропола, както и предмети, използвани в ежедневието на древния град Дион.
Находките са групирани според района и конкретните места, където са открити. На приземния етаж са изложени статуите на Дионис, семейството на Асклепий и други статуи от баните, вотивните статуи на Изида и Афродита Хиполимпия, заедно с други вотивни статуи от Светилището на Изида и главите на Деметра и Афродита от Храма на Деметра. Има множество експонати от некропола, главно дървени фигурки, както и други вотивни предмети, намерени в македонските гробници. Изложени са и архитектурни елементи и други предмети от раннохристиянските базилики, както и голяма колекция от монети.
На горния етаж са изложени предмети, използвани в ежедневието на дионците, заедно с вотивни артефакти и статуи от цяла Пиерия. Специална стая на този етаж съдържа хидравличен или воден орган – първият орган, открит в Гърция, и най-старият в света. Той е описан от Херон Александрийски и Витрувий.
Музеят разполага със специално помещение за образователни игри за деца, както и за киносалон.

## Галерия
- Керамични съдове
- Хидравличният орган
- Бял лекит от V век пр. Хр. от гробището Лулудия на Китрос
- Надпис ΒΑΣΣΙΛΕΩΣ ΦΙΛΙΠΠΟΥ (Цар Филип)
- Мозайка с птица и надпис „На щастливия Зосас“ от Къщата на Зосас
- Подова мозайка от Вилата на Дионисий с глава на Медуза
- Бюст на философа Херениан, началото на III век сл. Хр.
- Култова статуя на Зевс Хипистос
- Мраморен орел от Храма на Зевс Хипистос
- Статуя на Хигия, I век сл. Хр.
- Статуя на Подалирий, младият син на Асклепий
- Статуя на Панацея
- Статуя на Дионис от фригидариума на Големите бани
- Статуйки на Харпократ, компаньонът на Изида от Храма на Изида
- Статуя на Афродита от Храма на Изида
- Мраморна култова статуя на Афродита Хиполимпидия и вотивни дарове
- Глава от бронзова статуя на император Александър Север (222 – 235 сл. Хр.)
- Бюст на мъж от Големите бан (началото на III век сл. Хр.)